# La cambrure
La cambrure è un cortometraggio diretto da Edwige Shaki e prodotto sotto la supervisione del regista Éric Rohmer.
Fa parte di un ciclo di cinque corti prodotti dalla Compagnie Éric Rohmer; le altre cinque pellicole furono riunite e distribuite nel 1998 con il titolo Anniversaires, mentre La cambrure è incluso come “contenuto extra” nel DVD del film  Il ginocchio di Claire di Éric Rohmer, sia nella versione francese Columbia che in quella italiana Dolmen Home Video.

## Trama
Lo studente di belle arti Roman si reca a trovare lo zio scultore e rimane colpito dalla curvatura ad arco nella schiena di una sua statua, che gli ricorda “La ballerina di 14 anni” di Degas; lo zio ammette che la linea della spina dorsale nella sua scultura è ispirata dal dorso e dalle reni di una sua allieve, un giorno in cui era poco vestita.
Uscito dal laboratorio d'arte, Roman fa conoscenza con Eva, una delle giovani modelle dello scultore, e mentre la ragazza cammina davanti a lui nota l'arco della sua schiena: è convinto che sia lei la modella della scultura di giovinetta appena vista dallo zio.
Qualche tempo dopo Roman ed Eva dormono insieme; Roman nota che la postura della ragazza addormentata a seno nudo assomiglia a quella della modella nella litografia di Degas sul muro dietro il letto. Roman tenta di disporre il braccio nella medesima posizione ma Eva si sveglia e gli dice che lui è “un pittore al contrario”, perché invece di andare dal modello alla tela, va dalla tela alla modella.
Mentre Eva si riveste i due ragazzi discutono di arte. Lei vuole sapere perché lui l'ami, Roman rivela che l'arco della sua schiena ha avuto la sua parte; ma Eva non ci tiene a essere amata in quel modo: “Intelligenti o meno, conserviamo un resto d'istinto che ci fa fuggire tutto ciò che ha l'aria di un'ossessione maschile; non voglio essere amata a fette, porzionata come un vitello in macelleria; non voglio essere un oggetto del desiderio.”
Con un turbante improvvisato in testa e una camicia aperta sul seno Eva imita poi La blonde aux seins nus di Manet per prendersi gioco dell'ossessione di Roman.
Più tardi, i due ragazzi visitano una galleria dove lo zio espone anche la sua scultura di giovinetta. L'artista trova affascinante Eva ma garantisce che a colpirlo sono i suoi occhi, non la linea della schiena, e rivela che la modella che ha ispirato l'opera è in realtà un'altra.